# 瓦哈·阿加耶夫
瓦哈·阿布耶维奇·阿加耶夫（俄語：Ваха Абуевич Агаев，1953年3月15日—2020年9月23日），俄罗斯企业家、政治人物。俄罗斯联邦共产党党员。第六、七届国家杜马议员。

## 生平
1953年生于克孜勒奧爾達。1977年毕业于格罗兹尼车臣-印古什国立大学历史系。1981年加入苏联共产党。1984年开始在車臣-印古什蘇維埃社會主義自治共和國财政部监察和审计局工作。1985年毕业于莫斯科消费合作社学院经济系。
1991年，他移居莫斯科，开始经商。1998年在克拉斯諾亞爾斯克邊疆區创建南方石油公司，担任监事会主席。该公司拥有图阿普谢炼油厂的少数股权，并于2004年将这部分股份出售给俄罗斯石油公司。2006年，该公司购买了位于莫斯科市中心的16层高楼作为总部，这笔交易额在7500万美元左右。他曾代表俄罗斯联邦共产党参选第四、五届国家杜马议员，但都没有当选。
2011年，他当选克拉斯諾亞爾斯克选区第六届国家杜马议员，担任财产事务委员会副主席。2013年，车臣共和国总统拉姆赞·卡德罗夫授予他共和国荣誉公民称号，表彰他车臣地区社会经济发展的贡献。2016年，他当选第七届国家杜马议员，担任金融市场委员会副主席。2020年9月23日因2019冠状病毒病逝世。